# Buffalos sexdagars
Buffalos sexdagars var ett amerikanskt sexdagarslopp i bancykling som avhölls vid 16 tillfällen i Buffalo från 1910 till 1948.

## Podieplaceringar
| År                   | Vinnare                            | Tvåa                          | Trea                           |
| 1909/1910 feb./mar.  | Peter Drobach Alfred Hill          | Walter De Mara Charles Stein  | John Bedell Menus Bedell       |
| 1910/1911 jan.       | Ernie Pye Jackie Clark             | Paddy Hehir Alfred Goullet    | Iver Lawson Eddy Root          |
| 1911/1912            | ej avhållet                        |                               |                                |
| 1912/1913 jan.       | Peter Drobach Paddy Hehir          | Worth Mitten Gordon Walker    | George Cameron Iver Lawson     |
| 1913/1914            | ej avhållet                        |                               |                                |
| 1914/1915 jan.       | Francesco Verri Reginald McNamara  | Clarence Carman Frank Corry   | George Cameron Harry Kaiser    |
| 1915/1916- 1932/1933 | ej avhållet                        |                               |                                |
| 1933/1934 jan.       | Fred Ottevaire William Peden       | Tino Reboli Reginald McNamara | Fred Spencer Charles Winter    |
| 1934/1935 dec.       | Gérard Debaets Alfred Letourneur   | Willie Grimm Norman Hill      | Franz Duelberg Ewald Wissel    |
| 1934/1935 apr.       | Franco Giorgetti Alfred Letourneur | Tino Reboli Robert Thomas     | Willie Grimm Avanti Martinetti |
| 1935/1936 dec.       | Louis Cohen Dave Lands             | Jerry Rodman Robert Thomas    | Willie Grimm Charly Ritter     |

| År                   | Vinnare                            | Tvåa                               | Trea                           |
| 1936/1937 feb.       | Doug Peden William Peden           | Tino Reboli Charly Yaccino         | Russell Allen Henry O'Brien    |
| 1937/1938 dec.       | Gustav Kilian Heinz Vopel          | Albert Crossley Jimmy Walthour     | Tino Reboli Gérard Debaets     |
| 1937/1938 mar./apr.  | Omer De Bruycker Alfred Letourneur | Doug Peden William Peden           | Tino Reboli Henry O'Brien      |
| 1938/1939 nov./dec.  | Gustav Kilian Robert Thomas        | Douglas Peden William Peden        | Albert Crossley Jimmy Walthour |
| 1938/1939 mar./apr.  | Gustav Kilian Cecil Yates          | Heinz Vopel Henry O'Brien          | Albert Crossley Jimmy Walthour |
| 1939/1940 mar.       | Heinz Vopel Cecil Yates            | Doug Peden William Peden           | Gustav Kilian Henry O'Brien    |
| 1940/1941 mar.       | Heinz Vopel Gustav Kilian          | Angelo De Bacco Cesare Moretti Jr. | Jules Audy René Cyr            |
| 1941/1942- 1947/1948 | ej avhållet                        |                                    |                                |
| 1948/1949 okt.       | René Cyr Cesare Moretti Jr.        | Walter Diggelmann Henri Surbatis   | Francis Grauss André Pousse    |